# Campeonato Mundial de Fórmula 1 de 1967
A Temporada de Fórmula 1 de 1967 foi a 18ª realizada pela FIA. Teve como campeão o neozelandês Denny Hulme, da equipe Brabham.

## Resultados
| Campeão       | Vice-campeão  | 3º Lugar     |
|               |               |              |
| Denny Hulme   | Jack Brabham  | Jim Clark    |
| Brabham-Repco | Brabham-Repco | Lotus-Climax |

## Equipes e pilotos
| Equipe                                | Construtor      | Chassi(s)      | Motor                                        | Pneus | Piloto               | Corridas       |
| ------------------------------------- | --------------- | -------------- | -------------------------------------------- | ----- | -------------------- | -------------- |
| Brabham Racing Organisation           | Brabham-Repco   | BT20 BT19 BT24 | Repco 740 3.0 V8                             | G     | Jack Brabham         | Todas          |
| Brabham Racing Organisation           | Brabham-Repco   | BT20 BT19 BT24 | Repco 740 3.0 V8                             | G     | Denny Hulme          | Todas          |
| Cooper Car Company                    | Cooper-Maserati | T81 T81B T86   | Maserati 9/F1 3.0 V12 Maserati 10/F1 3.0 V12 | F     | Jochen Rindt         | 1–10           |
| Cooper Car Company                    | Cooper-Maserati | T81 T81B T86   | Maserati 9/F1 3.0 V12 Maserati 10/F1 3.0 V12 | F     | Pedro Rodríguez      | 1–7, 11        |
| Cooper Car Company                    | Cooper-Maserati | T81 T81B T86   | Maserati 9/F1 3.0 V12 Maserati 10/F1 3.0 V12 | F     | Alan Rees            | 6              |
| Cooper Car Company                    | Cooper-Maserati | T81 T81B T86   | Maserati 9/F1 3.0 V12 Maserati 10/F1 3.0 V12 | F     | Richard Attwood      | 8              |
| Cooper Car Company                    | Cooper-Maserati | T81 T81B T86   | Maserati 9/F1 3.0 V12 Maserati 10/F1 3.0 V12 | F     | Jacky Ickx           | 9–10           |
| Owen Racing Organisation              | BRM             | P83 P261 P115  | BRM P75 3.0 H16 BRM P60 2.1 V8               | G     | Jackie Stewart       | Todas          |
| Owen Racing Organisation              | BRM             | P83 P261 P115  | BRM P75 3.0 H16 BRM P60 2.1 V8               | G     | Mike Spence          | Todas          |
| Team Lotus                            | Lotus-BRM       | 43 33          | BRM P75 3.0 H16 BRM P60 2.1 V8               | F     | Graham Hill          | 1–2            |
| Team Lotus                            | Lotus-BRM       | 43 33          | BRM P75 3.0 H16 BRM P60 2.1 V8               | F     | Jim Clark            | 1              |
| Team Lotus                            | Lotus-Climax    | 33             | Climax FWMV 2.0 V8                           | F     | Jim Clark            | 2              |
| Team Lotus                            | Lotus-Ford      | 49             | Ford Cosworth DFV 3.0 V8                     | F     | Jim Clark            | 3–11           |
| Team Lotus                            | Lotus-Ford      | 49             | Ford Cosworth DFV 3.0 V8                     | F     | Graham Hill          | 3–11           |
| Team Lotus                            | Lotus-Ford      | 49             | Ford Cosworth DFV 3.0 V8                     | F     | Eppie Wietzes        | 8              |
| Team Lotus                            | Lotus-Ford      | 49             | Ford Cosworth DFV 3.0 V8                     | F     | Giancarlo Baghetti   | 9              |
| Team Lotus                            | Lotus-Ford      | 49             | Ford Cosworth DFV 3.0 V8                     | F     | Moisés Solana        | 10–11          |
| Team Lotus                            | Lotus-Ford      | 48             | Ford Cosworth FVA 1.6 L4                     | F     | Jackie Oliver        | 7              |
| Anglo American Racers                 | Eagle-Climax    | T1F            | Climax FPF 2.8 L4                            | G     | Dan Gurney           | 1              |
| Anglo American Racers                 | Eagle-Weslake   | T1G            | Weslake 58 3.0 V12                           | G     | Dan Gurney           | 2–11           |
| Anglo American Racers                 | Eagle-Weslake   | T1G            | Weslake 58 3.0 V12                           | G     | Richie Ginther       | 2              |
| Anglo American Racers                 | Eagle-Weslake   | T1G            | Weslake 58 3.0 V12                           | G     | Bruce McLaren        | 5–7            |
| Anglo American Racers                 | Eagle-Weslake   | T1G            | Weslake 58 3.0 V12                           | G     | Ludovico Scarfiotti  | 9              |
| Honda Racing                          | Honda           | RA273 RA300    | Honda RA273E 3.0 V12                         | F     | John Surtees         | 1–4, 6–7, 9–11 |
| Rob Walker/Jack Durlacher Racing Team | Cooper-Maserati | T81            | Maserati 9/F1 3.0 V12                        | F     | Jo Siffert           | Todas          |
| DW Racing Enterprises                 | Brabham-Climax  | BT11           | Climax FPF 2.8 L4                            | F D   | Bob Anderson         | 1–6            |
| Joakim Bonnier Racing Team            | Cooper-Maserati | T81            | Maserati 9/F1 3.0 V12                        | F     | Jo Bonnier           | 1, 4, 6–11     |
| Reg Parnell Racing                    | Lotus-BRM       | 25             | BRM P56 2.0 V8                               | F     | Piers Courage        | 1              |
| Reg Parnell Racing                    | Lotus-BRM       | 25             | BRM P56 2.0 V8                               | F     | Chris Irwin          | 3              |
| Reg Parnell Racing                    | BRM             | P261 P83       | BRM P56 2.0 V8 BRM P75 3.0 H16               | F     | Piers Courage        | 2, 6           |
| Reg Parnell Racing                    | BRM             | P261 P83       | BRM P56 2.0 V8 BRM P75 3.0 H16               | F     | Chris Irwin          | 4–11           |
| John Love                             | Cooper-Climax   | T79            | Climax FPF 2.8 L4                            | F     | John Love            | 1              |
| Sam Tingle                            | LDS-Climax      | Mk 3           | Climax FPF 2.8 L4                            | F     | Sam Tingle           | 1              |
| Scuderia Scribante                    | Brabham-Climax  | BT11           | Climax FPF 2.8 L4                            | ?     | Dave Charlton        | 1              |
| Luki Botha                            | Brabham-Climax  | BT11           | Climax FPF 2.8 L4                            | ?     | Luki Botha           | 1              |
| Matra Sports                          | Matra-Ford      | MS7            | Ford Cosworth FVA 1.6 L4                     | D G   | Jean-Pierre Beltoise | 2, 10–11       |
| Matra Sports                          | Matra-Ford      | MS7            | Ford Cosworth FVA 1.6 L4                     | D G   | Johnny Servoz-Gavin  | 2              |
| Bruce McLaren Motor Racing            | McLaren-BRM     | M4B M5A        | BRM P56 2.0 V8 BRM P142 3.0 V12              | G     | Bruce McLaren        | 2–3, 8–11      |
| Scuderia Ferrari SpA SEFAC            | Ferrari         | 312            | Ferrari 242 3.0 V12                          | F     | Lorenzo Bandini      | 2              |
| Scuderia Ferrari SpA SEFAC            | Ferrari         | 312            | Ferrari 242 3.0 V12                          | F     | Chris Amon           | 2–11           |
| Scuderia Ferrari SpA SEFAC            | Ferrari         | 312            | Ferrari 242 3.0 V12                          | F     | Mike Parkes          | 3–4            |
| Scuderia Ferrari SpA SEFAC            | Ferrari         | 312            | Ferrari 242 3.0 V12                          | F     | Ludovico Scarfiotti  | 3–4            |
| Scuderia Ferrari SpA SEFAC            | Ferrari         | 312            | Ferrari 242 3.0 V12                          | F     | Jonathan Williams    | 11             |
| Guy Ligier                            | Cooper-Maserati | T81            | Maserati 9/F1 3.0 V12                        | F     | Guy Ligier           | 4–5            |
| Guy Ligier                            | Brabham-Repco   | BT20           | Repco 620 3.0 V8                             | F     | Guy Ligier           | 6–7, 9–11      |
| Bernard White Racing                  | BRM             | P261           | BRM P60 2.1 V8                               | G     | David Hobbs          | 6, 8           |
| Charles Vögele Racing                 | Cooper-ATS      | T77            | ATS 2.7 V8                                   | D     | Silvio Moser         | 6              |
| Bayerische Motoren Werke AG           | Lola-BMW        | T100           | BMW M10 2.0 L4                               | D     | Hubert Hahne         | 7              |
| Gerhard Mitter                        | Brabham-Ford    | BT23           | Ford Cosworth FVA 1.6 L4                     | D     | Gerhard Mitter       | 7              |
| Roy Winkelmann Racing                 | Brabham-Ford    | BT23           | Ford Cosworth FVA 1.6 L4                     | ?     | Alan Rees            | 7              |
| Ecurie Ford-France                    | Matra-Ford      | MS5            | Ford Cosworth FVA 1.6 L4                     | D     | Jo Schlesser         | 7              |
| Ron Harris Racing Team                | Protos-Ford     | F2             | Ford Cosworth FVA 1.6 L4                     | F     | Brian Hart           | 7              |
| Ron Harris Racing Team                | Protos-Ford     | F2             | Ford Cosworth FVA 1.6 L4                     | F     | Kurt Ahrens Jr.      | 7              |
| Lola Cars                             | Lola-BMW        | T100           | BMW M10 2.0 L4                               | F     | David Hobbs          | 7              |
| Lola Cars                             | Lola-Ford       | T100           | Ford Cosworth FVA 1.6 L4                     | F     | Brian Redman         | 7              |
| Tyrrell Racing Organisation           | Matra-Ford      | MS7            | Ford Cosworth FVA 1.6 L4                     | D     | Jacky Ickx           | 7              |
| Mike Fisher                           | Lotus-BRM       | 33             | BRM P60 2.1 V8                               | F     | Mike Fisher          | 8, 11          |
| Castrol Oils Ltd                      | Eagle-Climax    | T1F            | Climax FPF 2.8 L4                            | G     | Al Pease             | 8              |
| Tom Jones                             | Cooper-Climax   | T82            | Climax FWMV 2.0 V8                           | ?     | Tom Jones            | 8              |

- Nota: Os pilotos e equipes que estão em cor-de-rosa disputaram o Grande Prêmio da Alemanha com carros de Fórmula 2.

### Grandes Prêmios
| Prova | Grande Prêmio        | Data           | Local              | Vencedor        | Construtor      | Resumo   |
| ----- | -------------------- | -------------- | ------------------ | --------------- | --------------- | -------- |
| 1     | GP da África do Sul  | 2 de Janeiro   | Kyalami            | Pedro Rodríguez | Cooper-Maserati | Detalhes |
| 2     | GP de Mônaco         | 7 de Maio      | Monaco             | Denny Hulme     | Brabham-Repco   | Detalhes |
| 3     | GP dos Países Baixos | 4 de Junho     | Zandvoort          | Jim Clark       | Lotus-Ford      | Detalhes |
| 4     | GP da Bélgica        | 18 de Junho    | Spa-Francorchamps  | Dan Gurney      | Eagle-Weslake   | Detalhes |
| 5     | GP da França         | 2 de Julho     | Le Mans            | Jack Brabham    | Brabham-Repco   | Detalhes |
| 6     | GP da Grã-Bretanha   | 15 de Julho    | Silverstone        | Jim Clark       | Lotus-Ford      | Detalhes |
| 7     | GP da Alemanha       | 6 de Agosto    | Nürburgring        | Denny Hulme     | Brabham-Repco   | Detalhes |
| 8     | GP do Canadá         | 27 de Agosto   | Mosport Park       | Jack Brabham    | Brabham-Repco   | Detalhes |
| 9     | GP da Itália         | 10 de Setembro | Monza              | John Surtees    | Honda           | Detalhes |
| 10    | GP dos EUA           | 1 de Outubro   | Watkins Glen       | Jim Clark       | Lotus-Ford      | Detalhes |
| 11    | GP do México         | 22 de Outubro  | Hermanos Rodriguez | Jim Clark       | Lotus-Ford      | Detalhes |

### Pilotos
| Pos. | Piloto               | RSA | MON | NED | BEL | FRA | GBR | GER | CAN | ITA | USA | MEX | Pts.    |
| ---- | -------------------- | --- | --- | --- | --- | --- | --- | --- | --- | --- | --- | --- | ------- |
| 1    | Denny Hulme          | 4   | 1   | 3   | Ret | 2   | 2   | 1   | 2   | Ret | 3   | 3   | 51      |
| 2    | Jack Brabham         | 6   | Ret | 2   | Ret | 1   | 4   | 2   | 1   | 2   | 5   | 2   | 46 (48) |
| 3    | Jim Clark            | Ret | Ret | 1   | 6   | Ret | 1   | Ret | Ret | 3   | 1   | 1   | 41      |
| 4    | John Surtees         | 3   | Ret | Ret | Ret |     | 6   | 4   |     | 1   | Ret | 4   | 20      |
| 5    | Chris Amon           |     | 3   | 4   | 3   | Ret | 3   | 3   | 6   | 7   | Ret | 9   | 20      |
| 6    | Pedro Rodríguez      | 1   | 5   | Ret | 9   | 6   | 5   | 8   |     |     |     | 6   | 15      |
| 7    | Graham Hill          | Ret | 2   | Ret | Ret | Ret | Ret | Ret | 4   | Ret | 2   | Ret | 15      |
| 8    | Dan Gurney           | Ret | Ret | Ret | 1   | Ret | Ret | Ret | 3   | Ret | Ret | Ret | 13      |
| 9    | Jackie Stewart       | Ret | Ret | Ret | 2   | 3   | Ret | Ret | Ret | Ret | Ret | Ret | 10      |
| 10   | Mike Spence          | Ret | 6   | 8   | 5   | Ret | Ret | Ret | 5   | 5   | Ret | 5   | 9       |
| 11   | John Love            | 2   |     |     |     |     |     |     |     |     |     |     | 6       |
| 12   | Jo Siffert           | Ret | Ret | 10  | 7   | 4   | Ret | Ret | DNS | Ret | 4   | 12  | 6       |
| 13   | Jochen Rindt         | Ret | Ret | Ret | 4   | Ret | Ret | Ret | Ret | 4   | Ret |     | 6       |
| 14   | Bruce McLaren        |     | 4   | Ret |     | Ret | Ret | Ret | 7   | Ret | Ret | Ret | 3       |
| 15   | Jo Bonnier           | Ret |     |     | Ret |     | Ret | 5   | 8   | Ret | 6   | 10  | 3       |
| 16   | Chris Irwin          |     |     | 7   | Ret | 5   | 7   | 7   | Ret | Ret | Ret | Ret | 2       |
| 17   | Bob Anderson         | 5   | DNQ | 9   | 8   | Ret | Ret |     |     |     |     |     | 2       |
| 18   | Mike Parkes          |     |     | 5   | Ret |     |     |     |     |     |     |     | 2       |
| 19   | Guy Ligier           |     |     |     | 10  | NC  | 10  | 6   |     | Ret | Ret | 11  | 1       |
| 20   | Ludovico Scarfiotti  |     |     | 6   | NC  |     |     |     |     | Ret |     |     | 1       |
| 21   | Jacky Ickx           |     |     |     |     |     |     |     |     | 6   | Ret |     | 1       |
| 22   | Jean-Pierre Beltoise |     | DNQ |     |     |     |     |     |     |     | 7   | 7   | 0       |
| 23   | David Hobbs          |     |     |     |     |     | 8   |     | 9   |     |     |     | 0       |
| 24   | Jonathan Williams    |     |     |     |     |     |     |     |     |     |     | 8   | 0       |
| 25   | Alan Rees            |     |     |     |     |     | 9   |     |     |     |     |     | 0       |
| 26   | Richard Attwood      |     |     |     |     |     |     |     | 10  |     |     |     | 0       |
| 27   | Mike Fisher          |     |     |     |     |     |     |     | 11  |     |     | Ret | 0       |
| —    | Dave Charlton        | NC  |     |     |     |     |     |     |     |     |     |     | 0       |
| —    | Luki Botha           | NC  |     |     |     |     |     |     |     |     |     |     | 0       |
| —    | Al Pease             |     |     |     |     |     |     |     | NC  |     |     |     | 0       |
| —    | Piers Courage        | Ret | Ret |     |     |     | DNS |     |     |     |     |     | 0       |
| —    | Moises Solana        |     |     |     |     |     |     |     |     |     | Ret | Ret | 0       |
| —    | Sam Tingle           | Ret |     |     |     |     |     |     |     |     |     |     | 0       |
| —    | Lorenzo Bandini      |     | Ret |     |     |     |     |     |     |     |     |     | 0       |
| —    | Johnny Servoz-Gavin  |     | Ret |     |     |     |     |     |     |     |     |     | 0       |
| —    | Silvio Moser         |     |     |     |     |     | Ret |     |     |     |     |     | 0       |
| —    | Giancarlo Baghetti   |     |     |     |     |     |     |     |     | Ret |     |     | 0       |
| —    | Tom Jones            |     |     |     |     |     |     |     | DNQ |     |     |     | 0       |
| —    | Eppie Wietzes        |     |     |     |     |     |     |     | DSQ |     |     |     | 0       |
| —    | Richie Ginther       |     | DNQ |     |     |     |     |     |     |     |     |     | 0       |
| Pos. | Piloto               | RSA | MON | NED | BEL | FRA | GBR | GER | CAN | ITA | USA | MEX | Pts.    |

| Cor        | Resultado             |
| ---------- | --------------------- |
| Ouro       | Vencedor              |
| Prata      | 2.º lugar             |
| Bronze     | 3.º lugar             |
| Verde      | Terminou, nos pontos  |
| Azul       | Terminou, sem pontos  |
| Púrpura    | Ret – Retirou-se      |
| Vermelho   | NQ – Não qualificado  |
| Preto      | DSQ – Desqualificado  |
| Branco     | NL – Não largou       |
| Branco     | C – Corrida cancelada |
| Azul claro | AT – Apenas Treino    |
| Sem cor    | NP – Não participou   |
| Sem cor    | Les – Lesionado       |
| Sem cor    | EX – Excluído         |

- Em negrito indica pole position e em itálico indica volta mais rápida.

### Construtores
| Pos. | Construtor      | Pontos  |
| ---- | --------------- | ------- |
| 1    | Brabham-Repco   | 63 (67) |
| 2    | Lotus-Ford      | 44      |
| 3    | Cooper-Maserati | 28      |
| 4    | Honda           | 20      |
| 5    | Ferrari         | 20      |
| 6    | BRM             | 17      |
| 7    | Eagle-Weslake   | 13      |
| 8    | Lotus-BRM       | 6       |
| 9    | Cooper-Climax   | 6       |
| 10   | McLaren-BRM     | 3       |
| 11   | Brabham-Climax  | 2       |
| 12   | Eagle-Climax    | 0       |
| 13   | Lotus-Climax    | 0       |
| 14   | Matra-Ford      | 0       |
| 15   | Cooper-ATS      | 0       |
| 16   | LDS-Climax      | 0       |